# Revolta del Rif (1958-1959)
La Revolta del Rif va ser un aixecament a la regió magrebina del Rif que va tenir lloc entre 1958 i 1959, l'origen del qual estava en unes protestes contres les polítiques governamentals i la marginació que sofria la regió.
La revolta va ser sufocada mitjançant el bombardeig aeri de la regió amb napalm, fòsfor blanc i bombes de fragmentació, dut a terme per un embrionari Exèrcit marroquí i dirigit per oficials francesos. Al capdavant de l'exèrcit, i supervisant les operacions, es trobava el llavors príncep hereu Mulei Hassan (futur Hassan II), acompanyat de Mohammed Oufkir. La repressió va deixar un saldo de diversos milers de rifenys morts. La repressió d'aquesta revolta sol citar-se com a episodi inicial dels anomenats Anys de plom al Marroc.

## Antecedents
Amb la independència del Marroc en 1956, els territoris dels antics Protectorats francès i espanyol es van reagrupar per formar el Regne del Marroc. Pels rifenys, habitants de l'antic Protectorat espanyol, la incorporació a la pàtria comuna en 1956, va suposar un gran xoc cultural, econòmic i polític.
Des de les muntanyes del nord, es va percebre per part dels seus habitants, que tornaven a ser colonitzats, aquesta vegada, per polítics marroquins des de Rabat, especialment pel partit polític Istiqlal. El descontentament es va anar generalitzant fins a desembocar obertament en una revolta.

## Desenvolupament

### Rebel·lió
Les protestes es van originar pel tancament de la frontera algeriana a la immigració rifenya, al que s'unia el fort descontent per la total absència de representants rifenys en l'Administració marroquina.í. De fet, entre alguns cercles rifenys va començar un Programa de 18 punts de l'antic cabdill Abd el-Krim.
L'agost de 1958 apareixen a Tetuan diversos cartells, donant vives al Dictador espanyol Francisco Franco, i a Tànger els cartells subversius ataquen al rei Mohammed V del Marroc i enalteixen la figura de Gamal Abdel Nasser, President d'Egipte i aleshores una figura famosa en el Món àrab. A Rabat, el Govern intenta calmar els ànims, nomenant cap de l'Exèrcit marroquí del nord, a un antic heroi marroquí de la guerra civil espanyola, el general Mohammed ben Mizzian. Les càbiles van més enllà del simple descontent i reclamen obertament la independència: les de Beni Urriaguel, Beni Esnasse i Temsaman comencen a armar-se. L'aparició d'una bandera espanyola a Tizzi Ifri serà el pretext escollit pel Governador marroquí de la zona per denunciar als rebels rifenys com a traïdors al Marroc. Diversos residents rifenys a Melilla són acusats per la premsa marroquina de tràfic d'armes i el govern espanyol tem que les places espanyoles de Ceuta i Melilla es vegin afectades per la revolta rifenya, per la qual cosa la seva actitud és de concòrdia amb les autoritats marroquines.
Abdelkhalek Torres, capdavanter nacionalista rifeny, va pronunciar un violent discurs per Ràdio Tetuan en el qual va criticar al govern marroquí considerant-li culpable del caos econòmic, de l'atur i de la misèria del Rif.
Mizzian i el Ministre de Defensa marroquina, acudeixen a entrevistar-se amb els rebels. Entre altres reivindicacions, les tribus exigeixen la sortida de tropes estrangeres, el retorn d'Abd el-Krim, la desaparició del Partit Istiqlal a la zona rifenya, creació d'ocupació i la reducció d'impostos.
El 25 d'octubre de 1958, les oficines de l'Istiqlal a Imzouren són preses a l'assalt per una torba, i els soldats governamentals hi són massacrats; és el començament d'una revolta que ha pres la forma d'una revolta en tota regla. Durant aquest mes d'octubre es produiran continus actes de sabotatge a la zona, i el Govern marroquí deté diversos líders rifenys. També els estudiants rifenys declaren la vaga en protesta per implantar-se el batxillerat francès i la supressió del sistema d'estudi espanyol, herència de l'antic Protectorat. La principal lluita tindrà lloc durant l'hivern de 1958-1959.

### Repressió
A la fi de gener de 1959 un Exèrcit marroquí al comandament del príncep Muley Hassan, i compost per més de 30.000 homes, va desembarcar a Al Hoceima i Tànger. Ràpidament s'ocupen aquestes ciutats, així com Xauen i Tetuan. Amb l'experiència de la revolta de 1921, Oufkir i Hassan saben que una avanç per terra seria un bany de sang. Al febrer de 1959, l'aviació reial bombardeja indiscriminadament als aduars i els llocs de refugi dels rebels amb bombes de fragmentació, napalm i fòsfor. Amb el suport de l'aviació reial, les tropes marroquines tornen a ocupar les muntanyes del nord; en poques setmanes la revolta ha estat sufocada.
L'heroi de la guerra del Rif, Abd el-Krim des del seu exili al Caire exhorta als rifenys perquè continuïn en la lluita fins a aconseguir la llibertat del Rif. Mentrestant, el Govern marroquí protesta formalment davant el Govern espanyol perquè els guerrillers rifenys utilitzen armes de fabricació espanyola i se sospita que són recolzats pels antics colonitzadors.

## Conseqüències
La supressió de la revolta no va significar la pacificació de la zona, atès que en acabar aquesta va donar començament una llarga repressió i l'antecedent del que serien els anys de plom marroquins. Transcorregut més mig segle, malgrat el llarg temps transcorregut, la revolta encara roman en l'ideari col·lectiu rifeny.